# Карлос Антоніо Муньйос
Карлос Антоніо Муньйос (ісп. Carlos Antonio Muñoz, 14 жовтня 1967, Гуаякіль — 26 грудня 1993, Плаяс) — еквадорський футболіст, що грав на позиції нападника за низку еквадорських клубних команд та національну збірну Еквадору.

## Клубна кар'єра
У дорослому футболі дебютував 1984 року виступами за команду «Еверест», після чого провів по сезону в складі «Ольмедо» та «Аудас Октубріно». 
Згодом протягом 1987–1990 років грав за «Філанбанко», після чого перейшов до іншої гуаякільської команди, «Барселони». 1991 року став у її складі чемпіоном Еквадору, а наступного року з 18-ма забитими голами переміг у суперечці найкращих бомбардирів футбольної першості країни. Загалом до своєї передчасної загибелі 1993 року встиг забити за «Барселону» (Гуаякіль) 65 голів у чемпіонаті Еквадору.

## Виступи за збірну
1989 року дебютував в офіційних матчах у складі національної збірної Еквадору.
У складі збірної був учасником розіграшу Кубка Америки 1989 року в Бразилії, розіграшу Кубка Америки 1991 року в Чилі, а також домашнього розіграшу Кубка Америки 1993 року.
Загалом протягом кар'єри в національній команді, яка тривала 5 років, провів у її формі 35 матчів, забивши 4 голи.

## Смерть
Загинув 26 грудня 1993 року на 27-му році життя в результаті дорожньо-транспортної пригоди.

## Титули і досягнення

### Командні
- Чемпіон Еквадору (1):

«Барселона» (Гуаякіль): 1991

### Особисті
- Найкращий бомбардир чемпіонату Еквадору (1):

1992 (19 голів)